# Desa Petungsewu (administrativ by i Indonesien, lat -7,95, long 112,55)
Desa Petungsewu är en administrativ by i Indonesien.   Den ligger i provinsen Jawa Timur, i den västra delen av landet, 700 km öster om huvudstaden Jakarta.